# Paranomis moupinensis
Paranomis moupinensis là một loài bướm đêm trong họ Crambidae.